# Васа (кораб)
„Васа“ (на шведски: Vasa или Wasa, значение „Клас“) е шведски ветроходен линеен боен кораб, построен през периода 1626 – 1628 г. за тогавашния крал на Швеция Густав II Адолф (1594 – 1632).
Корабът потъва при своето първо плаване на 10 август 1628 г. в Стокхолмското пристанище. Изваден е на повърхността на 24 април 1961 г. след 333-годишен престой под водата. Дългогодишният проект по реставрацията му завършва през 1990 г., когато корабът е изложен в специално построен музей в Стокхолм. „Васа“ е една от най-посещаваните туристически атракции в Швеция, като до 2007 г. е привлякъл над 25 милиона туристи.
Счита се, че корабът „Васа“ е несъответно построен с прекалено масивна надводна част и недостатъчно количество баласт. Въпреки очевидната липса на стабилност при първоначалните изпитания, корабът напуска пристанището и малко по-късно потъва при първата среща с вятър, малко по-силен от морски бриз. Необмисленото пускане на вода е резултат от няколко фактора. Шведският крал Густав II Адолф желае бързото включване на „Васа“ към флотилията в рамките на Тридесетгодишната война. По това време съветниците на краля нямат смелостта да представят проблемите около строежа на кораба или да отложат първото му плаване. Разследването около потъването на „Васа“ не открива преки виновници за потъването и присъди не са произнесени.
По време на работите по изваждането през 1961 г. са открити хиляди предмети, както и тленните останки на поне 15 души. Сред находките са части от облекла, оръжия, инструменти, монети, кухненски прибори, храна, напитки, оръдия и 6 от 10-те платна. Тези предмети, както и самият кораб са източник на ценна информация за военноморското дело, корабостроителните техники и всекидневието на шведските моряци през 17 век. За декорацията на кораба не са пестени усилия и средства, доказателство за което са стотиците скулптури и орнаменти, оцветени в ярки цветове. Една от целите на построяването на кораба „Васа“ е била демонстрация на военната сила на Швеция, както и открито показване на експанзионните амбиции на тогавашния крал Густав II Адолф, наред с далеч по-прозаичната цел – увеличаване на шведската флотилия.

## Името на кораба
Коректното изписване на името на кораба, както на шведски, така и на български език, е затруднено от редица фактори.

### Правопис на шведски
Съществуват 2 начина за изписване на името на шведски: Wasa или Vasa. Първият е традиционният правопис, възприет по документи от времето на построяване на кораба, а вторият е по съвременния правопис вследствие на езикови реформи в шведския език от късния 19 век. Дискусията около използването на единия или другия вариант започва от началото на проекта около изваждането и консервирането на „Васа“ през 1950-те години.
Аргументите в полза на Wasa са изцяло исторически. Повечето документи от времето на построяване се влияят от германската ортография, която налага използването на W в думи, за които в модерния шведски се използва V. Тази тенденция се запазва в повечето германски езици до края на 19. и началото на 20. век, когато скандинавските езици се стандартизират към употребата на V. Дори в историческите документи корабът се среща като Wasa или Wase, a думата за пшеничен клас, която дава впоследствие и името на кораба, се изписва като vase. Затруднение представлява и употребата на пълен член при споменаване на кораба. За разлика от други езици, като английския например, в традиционния шведски език за кораби се използва членувана форма на името, затова и „Васа“ най-често се среща като Wasan или Wasen (и двете буквално означаващи „Васата“). Стандартизирането при изписването на лични имена, и дори обикновени думи, е представлявал проблем през 17. век. В един и същи исторически документ, написан от един и същи човек, в един и същи ден, може да се срещне различен правопис на дадена дума. Това допълнително усложнява възприемането на традиционния правопис. Като аргумент в полза на правописа с W може да се посочи, че името на някои от организациите, включени в проекти за възстановяване на „Васа“ са възприели имена, започващи с W, като „Управителен борд „Васа““ (Wasanämnden) и „корабостроителница „Васа““ (Wasavarvet).
Аргументите в полза на Vasa са породени от стандартите на модерния шведски език. През късния 19. век думите, които започват с W, постепенно се трансформират в правопис с V. Множество традиционни имена са променени към новата правописна норма, като „Васа“ не прави изключение. Повечето модерни лингвисти и професионални съветници по употреба на шведски език, препоръчват правописа Vasa. През 1988 г., две години преди откриването на музея „Васа“, излиза статия в шведския ежедневник Dagens nyheter, написана от Катарина Грюнбаум (Catharina Grünbaum), в която пространно се дискутира проблемът с препоръка към правописа Vasa. Малко по-късно в пресата се налага този правопис. Една от организациите, свързани с проектите около „Васа“ – Комитетът за „Васа“, основан през 1957 г., изписва по модерната правописна норма – Vasakommittéen. При откриването на музея се взима решение името на кораба официално да се изписва Vasa. Това е и правописът, който предпочита и откривателят на кораба Андерш Франзен. Като допълнителен аргумент може да се посочи и фактът, че в резултат на нестандартизирания правопис през 17 век името на кораба може да бъде открито в исторически документи, макар и в редки случаи като Vasa.

### Наличие на няколко кораба с подобно име
Корабът, построен през 1628 г., известен като „Васа“, е 1 от поне 7-те плавателни съда, носещи това име. Останалите кораби, които причиняват объркване, са:
- Gyllene Wasa – кораб, споменат през 1570 г.
- „Кралска Васа“ (Rikswasa) – голям кораб, построен през 1599 г. и загубен през 1623 г.
- 2 транспортни кораба, построени в началото на 18 век
- кораб, носещ около 60 оръдия, построен от Фредрик Хенрик аф Чапман (Fredrik Henrik af Chapman), на активно въоръжение от 1777 до 1827 г.
- боен крузър, поръчан през 1902 г., на въоръжение до 1940 г.

### Разширено име
Повечето от корабите, които носят името „Васа“, са от различни времена и тяхното индентифициране е сравнително лесно. Друг е случаят с „Кралска Васа“ (Rikswasa) и „Васа“ (Wasa). „Кралска Васа“ е боен кораб, който потъва през 1623 г., малко преди поръчката за построяването на „Васа“ през 1625 г. Затова често, позовавайки се на исторически източници от онова време, двата кораба могат да бъдат объркани. Кораби, носещи идентични имена, на активно въоръжение по едно и също време, са честа практика за шведския флот от края на 16. до 18. век. Обикновено корабът, построен по-късно, е титулуван с прилагателното „нов“. Подобен е и случаят с „Васа“, който през 1628 г. е известен като „Нова Васа“, за да се разграничи от „Кралска Васа“. Объркващ е и правописът на името „Нова Васа“, който на шведски е Ny Wassan (с двойно s).

### Проблеми на български
В туристически пътеводители и в сайтове на туроператори името на кораба може да се срещне и като „Ваза“. Този правопис е аналогичен с името на кораба, изписано на руски език. На български език това е името на съд за съхранение на цветя – ваза. Въпреки това в редица други източници, включително и на туроператори, името на кораба се изписва като „Васа“. Този начин на изписване съвпада и с шведското произношение на думата, което може да се чуе в следния аудиофайл. Като допълнителен аргумент в полза на „Васа“ може да се посочи, че в шведския език няма фонема „з“.

## Геополитическа обстановка
През 17. век Швеция постепенно се превръща от малко, бедно и периферно кралство в Европа в една от великите сили, доминиращи в политиката на континента. Още по-осезаемо е влиянието, с което Швеция се ползва между 1611 и 1718 г. в района на Балтийско море. Този възход в ролята на Кралство Швеция в международните отношения и нарастването на военната мощ са известни като Златен век (Stormaktstiden, буквално „време на велика сила“), а територията, на която се разполага през периода, се означава като Шведска империя. Всичко това става реалност благодарение на успеха на няколко последователни владетели в създаването на силно централизирано управление, достатъчно за осигуряване на високо ефективна военна организация. Шведските историци сочат този период за един от най-ярките примери за ранна държава, в която почти всички налични ресурси се използват като инструмент за водене на война и наричат икономическата ѝ организация фискално-военна държава.
Густав II Адолф се приема за един от най-успешните завоеватели сред шведските крале. Когато корабът „Васа“ е построен, Густав II Адолф е на трона от повече от десетилетие. Флотът е в много лошо състояние, докато страната е във война с Полша, а се появяват и стремежи за влизане в Тридесетгодишната война. Швеция е ангажирана в яростна война още от 1618 г., изходът от която от протестантска перспектива не е много благоприятен. Плановете на краля за военен поход към Полша, както и утвърждаването на силни шведски позиции в региона, налагат необходимост от силен флот в района на Балтийско море.
Шведският флот търпи няколко сериозни поражения през 1620-те години През 1625 г. ескадра от 10 кораба, патрулиращи в Рижкия залив, са потопени от силна буря. През 1627 г. в битката при Олива голяма шведска ескадра е победена от превъзхождащ по сила полски флот, при което са загубени 2 кораба. Това са флагманският шведски кораб „Тигърът“ (Tigern) – пленен от поляците, и „Слънцето“ (Solen) – потопен от шведския екипаж в опита да се осуети полски абордаж и пленяване. През 1628 г. още 3 големи кораба са загубени за по-малко от месец – флагманският кораб „Кристина“ (Kristina) на адмирал Клас Флеминг потъва в буря край Гданския залив, „Царски ключ“ (Riksnyckel) се разбива около Викстен в южната част на Стокхолмския архипелаг. Може би най-злополучно е потъването на самия кораб „Васа“ при неговото първо пътешествие. Густав II Адолф е ангажиран във военни битки на няколко фронта, което утежнява още повече положението на шведския флот. Така в допълнение към войната с Полша заплаха представляват и католическите сили, които завземат Ютланд. Швеция и Дания са яростни врагове от векове, но в периода 1625 – 1629 г. са съюзници в рамките на Тридесетгодишната война. Завземането обаче на Копенхаген и Шеланд от католическите сили и особено след договора от Любек, в който Дания застава на католическата страна, е сериозна заплаха за стратегическите интереси на Швеция в проливите към Балтийско и Северно море. Несигурните времена през периода налагат строежа на кораби, подобни на „Васа“.
До началото на 17. век шведският флот се състои предимно от малки еднопалубни кораби, въоръжени с леки оръдия. Такъв тип кораби са били подходящи за патрулиране и ескорт. Това обаче не е достатъчно за ефективна отбрана и логичният стремеж е към построяването на по-големи кораби, носещи респект и военна мощ. За амбициозния Густав II Адолф построяването на кораби с тежко въоръжение е приоритет. Така например 4 кораба – Äpplet („Ябълката“), Kronan („Короната“), Scepter и Göta Ark, успешно формират основата на шведския флот до 1660-те години Замисълът за „Васа“ е да бъде кралски кораб (regalskepp) и съответно най-голям и представителен. Сходен в техническо отношение е и строеният по същото време „Ябълката“. Единствената разлика между двата кораба е, че „Ябълката“ е предвиден като по-широк с около 1,5 m.

## Строеж
В периода 1621 – 1625 г. работата в Стокхолмската корабостроителница се ръководи от Антониус Мониер (Antonius Monier), който назначава за майстор корабостроител холандеца Хенрик Хибертсун (Henrik Hybertsson). Сключва се договор за построяване на 4 кораба – 2 големи (41,5 m) и 2 по-малки (33 m). Плановете предвиждат темп от 1 кораб на година, като необходимото време за построяването на кораб е от около 2 до 3 г. Корабостроителницата изпада във финансова криза, което забавя построяването на договорените кораби. За периода само един от по-малките кораби (Tre Kroner) е бил завършен.
На 16 януари 1625 г. Хенрик заедно с брат си Арент Хибертсун (Arendt Hybertsson) поемат ръководството на корабостроителницата и се задължават да завършат сключената спогодба. През пролетта на 1625 г., след като флотът губи 10 кораба в буря в залива на Рига, кралят на Швеция Густав II Адолф пожелава да ускори процеса на построяване на новите кораби. Със задачата е натоварен адмирал Клас Флеминг, а в официалното писмо от краля има промяна в конструкцията на един от корабите. Това поставя Хенрик Хибертсун пред нови проблеми, тъй като размерите, дадени от краля (36,5 m), са точно между поръчаните малки и големи кораби, а дървесината за построяването им е била вече подготвена. В ново писмо от 22 февруари 1626 г. кралят настоява посочените размери да бъдат спазени. Накрая най-вероятно Хибертсун удължава един от по-малките кораби с прибавянето на нов сегмент, създавайки скелета на това, което ще се превърне във „Васа“. Доказателство за това е особената конструкция на „Васа“.
Хенрик Хибертсун не доживява построяването на „Васа“, тъй като заболява тежко още през 1625 г. и умира след около година – през пролетта на 1627 г. Ръководството за корабостроителницата е предоставено на асистента му Хейн Яконсун (Hein Jaconsson), друг холандски имигрант. На практика докато Хенрик е болен, задачата е поделена между него и Яконсун, което довежда до обърквания и липса на контрол. В края на 1627 г. основният строеж по „Васа“ завършва.
В началото на 1628 г. започват работи по декорацията и въоръжението. Докато траят довършителните работи, адмирал Флеминг заповядва стабилността на кораба да бъде изпитана. Стандартните изпитания по това време включват придвижването на 30 моряци от едната към другата страна за установяване на устойчивостта към клатене. Когато това е пробвано на „Васа“, при третия пробег на моряците корабът се наклонява значително, което принуждава адмирала да прекрати проверката. Изненадващо е, че на теста не присъстват нито Хейн, нито другият отговорен по това време корабостроител Юан Исбрандсун (Johan Isbrandsson). Не са предприети повече изпитания, корабостроителите не са уведомени за резултата, а самият Флеминг се надявал кралят да е видял всичко от двореца си. Строежът на „Васа“ завършва през лятото на 1628 г.

### Въоръжение
Периодът, през който е построен корабът Васа, се характеризира със смяна на военната тактика. Преди това основният способ за борба с вражески кораби е бил абордажът и битка върху вражеския кораб. Впоследствие се преминава към битка от разстояние, при което се разчита на предимство във въоръжението. Затова новата тактика за морски битки е включвала построяването на огромни за времето си линейни кораби и Васа не прави изключение. При въоръжаването на Васа са използвани мощни оръдия, поставени на по-горните палуби, което от своя страна е изисквало разчет от около 300 войника. Васа не е най-големият кораб или корабът с най-много оръдия за своето време, тъй като тогава както датския крал Кристиан IV, така и английския крал Чарлз I са разполагали с по-големи кораби и кораби, въоръжен с повече оръдия. Това, което прави Васа най-опасния за времето си кораб обаче, е възможността за едновременен залп от едната страна с ядра с обща маса от 266 kg. Превъзходството в броя на оръдията при сходните кораби не е осигурявало такава значителна за времето си военна мощ. Традицията е била поставяне на по-малки и маломощни типове. Въоръжението на Васа по първоначалния план е включвало още 8 оръдия, които биха допринесли за маса на залпа от единия борд 289 kg. Първите кораби с по-тежка от Васа въоръжение се появяват едва през 30-те години на 17. век. За сравнение известният кораб УСС Конститюшън, участвал в Наполеоновите войни и построен 169 години по-късно, е притежавал сходна с Васа военна мощ, но е имал водоизместване с около 700 тона повече.
Друга особеност, която отличава Васа от сходни кораби, е, че оръдията, използвани за въоръжението ѝ, са стандартизирани. През 17 век производството на оръдия е бил скъп процес. Бронзовите дула на оръдията се отливат в предварително подготвени калъпи, а калъпите са еднократни, разрушават се при отливането. Това дава относително индивидуални характеристики на всяко едно оръдие. Повечето кораби от времето на Васа са разполагали с безразборна комбинация от оръдия от различни времена, често и пленени вражески оръдия с различен произход и съответно различни характеристики. Именно поради високата цена на производство, често оръдията са имали по-дълъг живот от корабите, за които са били предназначени и са рециклирани при въоръжаването на нови кораби. Използването на оръдия на възраст от век и повече е било нормално, докато повечето кораби са били със среден живот от няколко десетилетия. В Европа и Швеция в частност, оръдията на даден кораб са поставяни в съответствие на определена мисия и са сменяни често между отделните кораби, т.е. оръдията не са собственост на кораба, а по-скоро на флота. Наличието на различни оръдия се разглежда като голям недостатък, тъй като съответният кораб трябва да подсигурява различни муниции за различните типове оръдия. Преходът към стандартизация на дулата позволява използването на един или няколко типа муниции.
Именно затова реформата в шведския флот, предприета от Густав II Адолф към стандартизация на въоръжението, се разглежда като преимущество, използвано при построяването на кораба Васа. По това време кралят разпорежда наличието на няколко стандарта за оръдия, а именно 3-, 6-, 12- и специални 24-фунтови оръдия. Густав II Адолф стимулира производството на нов тип 24-фунтови оръдия с олекотена конструкция, с максимална дължина около 2,6 m и маса около два пъти по-малка от съществуващите варианти. Олекотяването води до леко намаляване на далекобойността и мощността, но намалява цената на производство и поддръжка. До края на 1627 година в Швеция са произведени серийно 43 оръдия от този тип. Технологията на производство е включвала отливане в калъп, но индивидуалните калъпи са правени от един основен стандарт. Това води до повишена точност при отливането на оръдията. От 11-те запазени 24-фунтови оръдия (три от Васа и осем от Крунан) е видно, че калибърът е прецизиран на 146 mm, а отклоненията са в рамките на милиметри.
На 5 август 1626 година крал Густав II Адолф заповядва производството на 72 оръдия от нов тип за снаряжението на Васа, като идеята е била пълното оборудване на две палуби със стандартизирани оръдия. Новите 24-фунтови оръдия, съчетават облекчение в масата на въоръжението и лекота при зареждане, както и използването на един тип муниции. След построяването на Васа обаче става известно, че дори и олекотената конструкция не може да позволи поставянето на такъв голям брой оръдия, а от друга страна и поръчката за 72 оръдия не е могла да се изпълни навреме. В резултат на трудностите около въоръжаването, плановете през 1627 година са променяни нееднократно от пълно въоръжение с 24-фунтови оръдия на двете палуби, към смесено въоръжение с 24-фунтови оръдия на долната палуба и 12-фунтови на горната, както и наличие на по-малки оръдия, предимно на горната палуба. През 1628 година окончателно се взима решение за въоръжението на кораба. Съгласно инвентарен документ от юли 1628 година (KA AR 1628:37), представящ броя оръдия на борда, корабът Васа е снабден с:
- 46 броя 24-фунтови оръдия от нов тип, 2 броя 24-фунтови стари оръдия (т.е. общо 48 броя 24-фунтови оръдия)
- 8 броя 3-фунтови оръдия
- 6 броя гаубици
- 2 броя 1-паундови фалконети.

Инвентарният списък посочва и 894 kg барутни муниции, както и ядра с различни размери.
Археологическите находки от Васа са в съгласие с тези данни, с единственото изключение, че на кораба са открити няколкостотин снаряда повече за 24-фунтови оръдия, което означава, че това е допълнително тегло, натоварено след инвентаризацията. На борда на Васа са открити и допълнителни установки за поставяне на оръдия на всичките 56 амбразури, което сочи, че доставката на допълнителни оръдия е била очаквана до последния момент. Документи от по-късно време (след 1660 година) сочат, че 3-фунтовите оръдия са сравнително стари, а гаубиците са комбинация от няколко варианта.

## Първо пътешествие и катастрофа
На 10 август 1628 г., по нареждане на капитан Сьофринг Хансун (Söfring Hansson), „Васа“ се отправя на своето първо пътуване от пристанището в Стокхолм. Денят е спокоен с лек бриз от югозапад. 4-те платна на кораба не са опънати до навлизането в южната част на пристанището. Капаците на амбразурите са вдигнати, а самите оръдия на позиция за поздравителен салют при напускането на кораба от пристанищната част на Стокхолм.
Близо до Сьодермалм платната са спуснати, след като „Васа“ пропътува по-малко от 1 морска миля (1852 m). Краткотраен порив на вятъра накланя кораба и той започва да се пълни с вода от отворените капаци на оръдията. Навлязлата вода започва да накланя по-силно кораба, а оръдията на борда допълнително натежават в посока към крена. „Васа“ не се преобръща напълно, а потъва сравнително бързо на разстояние от около 1300 m от бреговете на кралския дворец, близо до Бекхолмен (Beckholmen), на дълбочина от около 30 m. Въпреки близостта до сушата между 25 и 50 души намират своята смърт, между които и 2 жени. Точният брой на жертвите не е уточнен, тъй като съхранените протоколи от инцидента са непълни.
Корабът потъва пред очите на стотици, ако не и хиляди зрители, в по-голямата част граждани на Стокхолм, дошли да видят отпътуването на „Васа“. Сред зрителите са и няколко чужди посланици, информатори на съюзниците и враговете на Густав II Адолф, които стават свидетели на катастрофата. На 17 август датският агент Ерик Крабе изпраща писмо, запазено в кралските датски архиви, в което описва катастрофата на кораба „Васа“ и съобщава за около 50 жертви. На 25 август английският посланик Джеймс Спенс също информира английското командване за потъването на „Васа“. В рамките на кратко време информацията за инцидента е разпространена из цяла Северна Европа.

### Разследване на инцидента
След потъването на „Васа“, капитан Сьофринг Хансун е незабавно арестуван и разпитван за причините. Според неговия доклад оръдията са били на мястото си и никой от членовете на екипажа не е бил пиян (RR SRP 11 aug 1628). Два дена по-късно, кралският личен съвет уведомява крал Густав II Адолф за инцидента чрез официално писмо (RA RR 1628:667), в което са посочени първоначалните показания на капитан Сьофринг Хансун, но не са уточнени редица детайли около катастрофата. Кралят получава писмото на 27 август 1628 година и чрез писмо отговор от 1 септември 1628 година (RA RR 1628:502/163) нарежда разследване на причините за потъването на кораба. Преди още да бъде получено кралското писмо, разследването е в пълен ход, като привлечени за показания са капитан Сьофринг Хансун, контракторът Арент до Грут и началника на корабостроителницата Хейн Яконсун. Запазен е частичен документ от заседанието на разследващата комисия. Самата комисия се състои от 17 души, шестима от които са членове на кралския личен съвет, а сред останалите са няколко висши морски офицери и приближени на краля хора. Разследващата комисия се стреми по-скоро да намери изкупителна жертва, отколкото да се открият реалните причини за потъването на Васа. Разпитваните са били изправяни пред комисията по надлежен ред, като никой не поема вина за катастрофата. Екипажът и корабостроителите обособяват два отделни лагера, които взаимно се обвиняват за потъването на кораба и същевременно всеки се заклева, че е изпълнил своите задължения. Отговорите на всички въпроси се приемат като задоволителни от комисията, но не се открива уличаващо във вина обстоятелство за никой от заподозрените.
На въпроса защо корабът е построен с тесен корпус и без достатъчно газене, отправен към корабостроителя, Хейн Яконсун отговаря, че е следвал разпорежданията. Яконсун допълва, че корабът „Васа“ е построен по указанията, дадени от вече покойния Хенрик Хибертсон, а той на свой ред е следвал инструкциите на краля. Всъщност Хейн Яконсун разширява корпуса на Васа с около 42 сантиметра, но тъй като конструкцията е в напреднал стадий, когато Яконсун поема работа по проекта, не е било възможно по-мащабно разширение.
В края на разследването не са открити виновни за инцидента. След като Густав II Адолф е одобрил всички размери и цялото въоръжение, корабът е бил изграден съгласно инструкциите и е бил натоварен с предварително уговорения брой оръдия. Потъването на „Васа“ е и голяма финансова катастрофа, тъй като за построяването на кораба са изразходвани над 40 000 талера, което е огромен разход за тогавашното кралство Швеция.

## Причини за потъването
По време на построяването на „Васа“ изискванията към дизайна и изчисленията за конструирането са били известни единствено на главния корабостроител. Не са съществували научни теории за устройството на плавателния съд или стабилността му, а важни фактори, като центъра на тежестта, са определяни единствено от опита на корабостроителя.
Повечето теории за потъването включват дефекти в конструкцията на кораба.
- „Васа“ е завършен с 2 палуби за оръдия по заповед на краля. Масовата практика по онова време е да се поставят тежки оръдия на по-ниската палуба. В последните минути е взето решение за екипирането на „Васа“ с тежки оръдия и на двете палуби с цел да се превърне в най-силния боен кораб в света. Прорезите за оръдия на горната палуба са по-тесни от тези на долната, което сочи, че първоначалният план е бил поставянето на леки оръдия на високото ниво.
- Бойните кораби по онова време, дори и с подходящо въоръжение, са изключително нестабилни. Сред причините за това е, че са притежавали висока кърма, използвана за платформа, върху която са стояли войници, сражаващи се с по-малки оръжия. Друга причина е, че оръдейните палуби са били в скелетна конструкция, силно изкривена нагоре в краищата, което е измествало точката на тежестта по-нагоре.
- „Васа“ е натоварен с недостатъчен баластен товар, който не е могъл да компенсира теглото над водата. По време на изваждането му корабът е бил с оригиналния си товар. Но дори и „Васа“ да е бил натоварен с достатъчно баластен материал, корабът би газил прекалено дълбоко и би се пълнил с вода от ниските прорези за оръдия, дори и при спокойно море.
- Капитан Сьофринг Ханссун е отправил кораба на първото му пътешествие с отворени капаци на оръдията, което е било в разрез с тогавашната практика. Обикновено на своето първо плаване корабите са били със затворени капаци, за да може да се усети поведението на плавателния съд. Всеки кораб, построен през 17 век, се е държал различно.
- Корабът не е бил с пълния си екипаж и провизии, тъй като е плавал към о. Ваксхолм за снабдяване. Допълнителното тегло на пълната екипировка би балансирало по-добре кораба във водата.

## Откриване, изваждане, възстановяване
Около 3 дни след корабокрушението е сключен договор за изваждането на кораба, но усилията се оказват напразни. Най-ранният опит за изваждане на Васа е предприет от английския инженер Иън Бълмър, но резултатът е допълнителното затъване на кораба в морската тиня. Това се сочи и за основната причина, поради която всички предишни опити по спасяването на кораба са неуспешни.
Технологиите, използвани в началото на 17 век, са относително примитивни, но същите принципи са използвани при изваждането на кораба 300 г. по-късно. Обикновено 2 кораба или понтона се разполагат успоредно един на друг и от тях се спускат въжета до потъналия кораб. Двата спомагателни плавателни съда се пълнят с вода до критичния максимум, въжетата се закачват за потъналия кораб и водата от спомагателните платформи започва да се изпомпва. Потъналият кораб се издига постепенно заедно с издигането на спомагателните платформи. Следва ново спускане и закачване на въжета към потъналия кораб и процесът се повтаря, докато потъналият плавателен съд не изплава на повърхността. Дори и подводното тегло на „Васа“ да не е голямо, количествата наслоена тиня изискват значителна товароподемна мощност.
Повече от 30 г. след потъването на „Васа“, през 1664 г., Албрект фон Трейлебен и Андреас Пекел се залавят с изваждането на оръдията. С помощта на проста водолазна камбана екипът успява да изтегли на повърхността 50 от оръдията на кораба.
Установено е, че с наличните средства и технологии корабът не може да бъде изваден, но интересът към него не отмира. Корабът се споменава в няколко хроники на Швеция и шведския флот, но данните за точното местоположение на кораба варират. През 1844 г. капитанът от флота Антон Людвиг Фанейелм изисква разрешение за спасяването на кораба, твърдейки, че го е локализирал. Фанейелм е бил изобретател и сред нещата, които е проектирал, е олекотен водолазен костюм, използван в редица спасителни работи. Няма данни за отговора на молбата на Фанейелм, но се предполага, че не е предприет нов опит за изваждането на кораба. По-късно сред архивите на Стокхолмския градски музей е намерена карта, показваща точното местоположение на кораба, кръг с надпис wrek (корабокрушение) и данни за дълбочината.

### Откриване
В началото на 1950-те години археологът Андерш Франзен обмисля изваждането на кораби, потънали в Балтийско море, тъй като според него водата не позволява развитието на корабния червей Teredo navalis – главен виновник за унищожаването на потънали кораби в студени бракични води. Франзен успешно е локализирал няколко потънали кораба преди това, сред които Riksäpplet (Царската ябълка) и Lybska Svan. Той прекарва няколко години в сондирането на предполагаеми точки за корабокрушението на „Васа“, но без успех. По-късно започва да прави своите проучвания, използвайки топографска аномалия близо до Бекхолмен. През 1956 г. с помощта на собственоръчно направена метална сонда, закачена на въже, най-накрая успява да локализира потъналия кораб „Васа“. Общественият интерес е достатъчно голям, дори без сигурно доказателство, че находката е именно легендарният кралски кораб. Скоро след официалното съобщение (25 август 1956 г.) започват и планове за изваждането на „Васа“ на повърхността. От началото на работите се ангажира шведският военноморски флот, както и няколко музея, представители на които формират т.нар. „Васа комитет“, по-късно прераснал във „Васа борд“.

### Изваждане на повърхността
Работите по изваждането на кораба започват на 20 август 1959 г., с помощта на 2 понтона – „Уден“ (Oden) и „Фриг“ (Frigg). „Васа“ е повдигнат относително плавно, като за целта под него се изкопават 6 тунела и през тях се прекарват стоманени въжета, закачени за понтоните. Работата по изкопаването на тунелите е изключително опасна и изисква екип от професионални водолази. Прокопаването на тунелите е осъществено с помощта на т.нар. дюзи тип Zetterström, които впръскват вода под високо налягане. Видимостта е относително ниска и дори при най-добри условия не надвишава няколко метра. Съществува опасност корабът да потъне по-дълбоко в тинята заради тунелите, като по този начин би застрашил и живота на водолазите. Опасност за водолазите са и участъци от тунелите в почти вертикално положение. Въпреки препятствията повече от 1300 гмуркания са предприети в процеса на изваждане без сериозни инциденти.
От август до септември 1959 г. корабът е изтеглен от дълбочина 32 метра до относително достъпната дълбочина от 16 метра, след поредица от 18 цикъла на повдигания. Следва подготовка за окончателното му изваждане на повърхността. Развалините и голяма част от тинята са почистени, за да се намали теглото, а корпусът е подсилен за относително ниска водопропускливост. Отворите на оръдията са запушени, извършен е и ремонт по палубата, а дупките от ръждясалите болтове са запълнени. Окончателното изваждане започва в утрото на 24 април 1961 г. и „Васа“ достига повърхността в 09:03 ч. за първи път от 333 г. Представителите на пресата, около 400 специални гости и хиляди зрители на брега наблюдават финалните етапи на появяването на „Васа“. След издигането корабът е уплътнен, поставен на специален понтон и изтеглен към доковете на „Густав V“ за окончателните работи по спасяването.

### Реставрация
Въпреки че „Васа“ е била в много добро състояние след престоя си под вода, корпусът би се разпаднал, ако се остави да изсъхне. Огромното количество дъбова дървесина (над 900 m3), използвана за направата на „Васа“, представлява невиждан консервационен проблем. След дискусии как да бъде съхранен консервацията се извършва с полиетиленгликол (ПЕК) – метод, използван и при реставрациите на английския кораб от 16 век „Мери Роуз“. „Васа“ е пръскан с етиленгликол в продължение на 17 г., след което 9 г. бавно е съхнал.
Причината, поради която „Васа“ е толкова добре запазен, не е единствено отсъствието на корабния червей Teredo navalis, прояждащ потънали кораби, но и силната замърсеност на водите на Стокхолмския залив преди 20 век. До 19 век нивото на кислород във водата е толкова ниско, че сьомгата е изчезнала напълно от областта около Стокхолм, а през 1943 г., количеството на сулфиди във водата е около 3 до 8 mg/l. Тази токсична и неприветлива среда прави невъзможно оцеляването и на най-издръжливите микроорганизми, разрушаващи дървесина. Друга причина за състоянието е, че „Васа“ е потънал веднага след построяването си.
Токсичността на водата има и негативен ефект. Серните съединения, импрегнирани в корпуса на кораба, започват да реагират с атмосферната среда (богата на кислород), при което се получава сярна киселина. През есента на 2000 г. по корпуса на „Васа“ са забелязани петна от белезникава материя в диаметър от няколко сантиметра до половин метър. Установява се, че тези петна са соли, формирани на повърхността при контакта на сулфиди и сулфити с кислород. Петната са с ниско pH и това е първият белег, че в дървесината на кораба се съдържа значително количество сярна киселина. Солите по повърхността на „Васа“ и по предметите, намерени около нея, не представляват голям проблем, но кристализирали соли от вътрешността биха предизвикали разпукване на дървесината и унищожаването на кораба. Счита се, че в корпуса на „Васа“ има около 2 т сярна киселина и количеството продължава да нараства. Оценките сочат, че има достатъчно сяра за формирането на още 5 тона киселина с темп от 100 kg на година, което би разрушило кораба напълно.
Музеят „Васа“ постоянно следи кораба за поражения от гниене или деформация на дървесината. Продължават непрекъснати проучвания за това как да се запази корабът за поколенията. Друг проблем е възрастта на дървесината – съоръженията, поддържащи кораба, я прорязват, което може да причини разпукване. Усилията за запазване на кораба продължават, като в проекта участват и Кралският технологичен институт, Тексаският университет и други оргенизации.
За да се предотврати разрушаването на кораба, в основната зала на Музея „Васа“ се поддържа температура от 18 – 20 °С и влажност от 55%. За забавяне на разрушителното действие на сярната киселина са опитвани множество методи. Малките експонати се пазят в пластмасови контейнери, съдържащи газообразен азот, който спира реакцията между серните съединения и кислорода. Корабът е третиран с разтвор на основа, за да се неутрализира сярната киселина, но това е само временно решение. Оригиналните болтове на конструкцията са разрушени от ръждата, но са заменени с нови, които са галванизирани и покрити с епоксидна смола. Въпреки това новите болтове също започват да ръждясват и да отделят желязо в дървесината. Това също ускорява разрушението. Има планове за използването на нови болтове от титан, карбонови влакна или фибростъкло.

### Музей
След окончателното ѝ изваждане на повърхността през 1961 г. „Васа“ е преместена във временна структура, наречена "Временна корабостроителница „Васа“" (Wasavarvet). Там корабът е обработван с полиетиленгликол до 1988 г. Посетителите са имали възможността да наблюдават работата от разстояние около 5 m. През 1981 г. шведското правителство решава да изгради постоянен музей и за целта се обявява конкурс за дизайнерски проект. От 384 архитектурни проекта за най-сполучливата сграда, която би съхранявала Васа, е обявен моделът на Мариане Далбек (Marianne Dahlbäck) и Йоран Монсун (Göran Månsson), наречен „Кутията“ (Ask). Строителството на новата сграда започва около стар военноморски сух док с тържествена церемония, организирана от принц Бертил на 2 ноември 1987 г. „Васа“ е положена в оводнения сух док в новата сграда през декември 1988 г. Музеят е отворен за посетители още преди завършването му. Официалното отваряне на Музей „Васа“ е на 15 юни 1990 г. Докъм 2007 г. над 25 милиона хора са посетили музея.

## Художествена стойност

### Декорация
Съгласно обичая по онова време „Васа“ е украсен със скулптури, от една страна възхваляващи властта, мъдростта и военната мощ на монарха, а от друга, предназначени да осмеят и плашат врага. Цялостната декорация отнема значителен дял от усилията и разходите за построяване на кораба, като едновременно с това увеличава теглото на „Васа“ и го прави трудно маневрен. Символизмът, използван при декорирането на кораба, е основан предимно на ренесансовата идеализация на римската и гръцката античност, пренесена в Швеция от Италия с влиянието на германски и холандски художници и скулптори. Мотивите, които доминират при декорацията на „Васа“, са заимствани от средиземноморската античност, но се срещат и фигури от Стария завет, както и от Древен Египет. Много от фигурите представляват гротески на фантастични и страховити създания, като например русалки, морски чудовища и тритони. Украсата във вътрешността на кораба е невзрачна и може да се види единствено в офицерските помещения и каютата на адмирала, разположени на кърмата.
Остатъци от боя са запазени върху много от скулптурите и върху част от кораба. Цялостната декорация е в ярки, ослепителни тонове, а на места е обкована и със злато. Страничните части на бушприта, парапета на палубата, части от кърмата и основния фон на някои греди са боядисани в червено, докато скулптурите са в естествени цветове – целенасочен ефект, подсилен и от златния обков. Считало се е, че основният цвят на кораба е бил син и повечето от орнаментите са били позлатени, което може да се види от художествените интерпретации за изгледа на „Васа“ между 1970-те и 1990-те години – например драматичните картини на Бьорн Ландстрьом (Björn Landström) или Францис Смитмън (Francis Smitheman). В края на 1990-те този модел е ревизиран и промените са отразени в текущия модел на Тим Томсън (Tim Thompson). „Васа“ е пример не толкова за силно орнаментиране и позлатяване, характерно за ранния барок, но по-скоро за „последните издихания на средновековната скулптурна традиция“, а изборът на цветове дори може да се определи като кич.
Скулптурите са издялани от дъбов, боров или липов дървен материал, като по-големите части са направени от няколко сегмента, скрепени в единна структура посредством болтове. Общата декорация наброява около 500 индивидуални скулптури, повечето от които са поставени на кърмата и прилежащите галери. Открояваща се фигура, изобразяваща Херкулес, е разположена от всяка страна на долните галерии на кърмата, като едната страна изобразява митологичния герой в млада възраст, а от другата страна е същият образ в зряла възраст. Забелязват се и фигури с библейска и националистична символика. Често срещан елемент е лъва като елемент, поддържащ кралския герб, като носова фигура и под формата на глава на всеки от капаците за оръдия.
На всяка страна на носа са били поставени 20 скулптури (въпреки че само 19 са открити в останките на „Васа“), изобразяващи римските императори от Тиберий до Септимий Север. Като цяло, почти всички героични и положителни персонажи се идентифицират директно или индиректно с краля, като целта им е да го представят като абсолютен и безупречен владетел. Единственият същински портрет на краля е в най-високите части на задната стена на кърмата. Там кралят е представен като младеж с дълги, буйни коси, коронясван от два грифона, символизиращи бащата на краля, Карл IX.
Група от най-малко шест скулптори са работили за минимум две години върху скулптурите, заедно с незнаен брой помощници. Няма директни доказателства за участието на нито един скулптор, но открояващият се стил на Мортен Редтмер може да бъде разпознат. Редица добре известни хора на изкуството са били наети в корабостроителницата по времето на изграждане на „Васа“, в това число Ханс Клаусинк, Юан Дидричсон Тесен и Маркус Леденс, но техният стил не може да се идентифицира със сигурност.
Художествената стойност на скулптурите варира значително, като могат да се откроят поне четири различни стила. Единствено стилът на Мортен Редтмер е идентифициран със сигурност и се знае, че този скулптор е бил отговорен за значителна част от общата декорация. Това включва и ключовите елементи по герба, скулптурата на краля и носовата фигура на лъв.